# Goulchad Omarova
Goulchad Omarova est une réalisatrice et scénariste kazakhe, née en 1968 à Alma-Ata (alors en URSS).
Elle est principalement connue pour son premier long métrage, Shizo (2004), pour lequel elle a obtenu plusieurs sélections et récompenses dans le monde. Elle collabore régulièrement avec le réalisateur russe Sergueï Bodrov.

## Filmographie
Sauf indication contraire, les informations mentionnées dans cette section peuvent être confirmées par la base de données cinématographiques IMDb,  présente dans la section « Liens externes ».

### Réalisatrice
- 2004 : Shizo
- 2008 : Baksy
- 2010 : Doch yakudzy - coréalisé avec Sergueï Bodrov
- 2019 : Darkhan

### Scénariste
- 2001 : Les Sœurs de Sergueï Bodrov Jr
- 2004 : Shizo d'elle-même
- 2008 : Baksy d'elle-même
- 2010 : Doch yakudzy d'elle-même et Sergueï Bodrov
- 2019 : Darkhan d'elle-même

## Distinctions
Sauf indication contraire, les informations mentionnées dans cette section peuvent être confirmées par la base de données cinématographiques IMDb,  présente dans la section « Liens externes ».
- Festival de Cannes 2004 : sélection officielle en compétition pour le prix « Un Certain Regard » et pour la Caméra d'or pour Shizo
- Festival international du film de Copenhague 2004 : Prix Alice (en) de la meilleure réalisatrice pour Shizo
- Festival international du film de Toronto 2004 : sélection officielle en compétition pour le Grand Prix pour Shizo